# Zwitsers voetbalkampioenschap 1898/99
In 1898/99 werd het tweede seizoen van het nationale voetbalkampioenschap in Zwitserland georganiseerd.
De Serie A werd in drie regionale groepen verdeeld. Elke groepswinnaar kwalificeerde zich voor de finale. Indien wedstrijden niet langer van belang waren voor de groepswinst werden ze niet gespeeld.

## Groep Oost
| Team                       | Team                    | Uitslag |
| -------------------------- | ----------------------- | ------- |
| Anglo-American Club Zürich | Grasshopper-Club Zürich | 3:3     |
| Anglo-American Club        | Grasshopper-Club Zürich | 2:1     |
| Anglo-American Club        | FC Zürich               | 5:0     |

## Groep Centrum
| Team               | Team     | Uitslag |
| ------------------ | -------- | ------- |
| BSC Old Boys Basel | FC Basel | 1:1     |
| Old Boys Basel     | FC Basel | 2:1     |

## Groep West
| Team                               | Team          | Uitslag |
| ---------------------------------- | ------------- | ------- |
| FC Yverdon                         | FC Neuchâtel  | 2:0     |
| Lausanne Football and Cricket Club | Geneva United | 4:0     |
| Lausanne Football and Cricket Club | FC Yverdon    | 6:2     |

## Finale
Lausanne trok zich terug omdat de Britse spelers niet op een zondag wilden spelen.
| Gaststad | Datum         | Team                | Team              | Uitslag       |
| -------- | ------------- | ------------------- | ----------------- | ------------- |
| Bern     | 5 maart 1899  | Old Boys Basel      | Lausanne FC et CC | niet gespeeld |
| Zürich   | 12 maart 1899 | Anglo-American Club | Old Boys Basel    | 7:0           |

1897/98 ·
1898/99 ·
1899/00 ·
1900/01 ·
1901/02 ·
1902/03 ·
1903/04 ·
1904/05 ·
1905/06 ·
1906/07 ·
1907/08 ·
1908/09 ·
1909/10 ·
1910/11 ·
1911/12 ·
1912/13 ·
1913/14 ·
1914/15 ·
1915/16 ·
1916/17 ·
1917/18 ·
1918/19 ·
1919/20 ·
1920/21 ·
1921/22 ·
1922/23 ·
1923/24 ·
1924/25 ·
1925/26 ·
1926/27 ·
1927/28 ·
1928/29 ·
1929/30 ·
1930/31 ·
1931/32 ·
1932/33 ·
1933/34 ·
1934/35 ·
1935/36 ·
1936/37 ·
1937/38 ·
1938/39 ·
1939/40 ·
1940/41 ·
1941/42 ·
1942/43 ·
1943/44 ·
1944/45 ·
1945/46 ·
1946/47 ·
1947/48 ·
1948/49 ·
1949/50 ·
1950/51 ·
1951/52 ·
1952/53 ·
1953/54 ·
1954/55 ·
1955/56 ·
1956/57 ·
1957/58 ·
1958/59 ·
1959/60 ·
1960/61 ·
1961/62 ·
1962/63 ·
1963/64 ·
1964/65 ·
1965/66 ·
1966/67 ·
1967/68 ·
1968/69 ·
1969/70 ·
1970/71 ·
1971/72 ·
1972/73 ·
1973/74 ·
1974/75 ·
1975/76 ·
1976/77 ·
1977/78 ·
1978/79 ·
1979/80 ·
1980/81 ·
1981/82 ·
1982/83 ·
1983/84 ·
1984/85 ·
1985/86 ·
1986/87 ·
1987/88 ·
1988/89 ·
1989/90 ·
1990/91 ·
1991/92 ·
1992/93 ·
1993/94 ·
1994/95 ·
1995/96 ·
1996/97 ·
1997/98 ·
1998/99 ·
1999/00 ·
2000/01 ·
2001/02 ·
2002/03 ·
2003/04 ·
2004/05 ·
2005/06 ·
2006/07 ·
2007/08 ·
2008/09 ·
2009/10 ·
2010/11 ·
2011/12 ·
2012/13 ·
2013/14 ·
2014/15 ·
2015/16 ·
2016/17 ·
2017/18 ·
2018/19 ·
2019/20 ·
2020/21 ·
2021/22 ·
2022/23